# Thomas McNamara
Thomas Liam McNamara, detto Tommy (Clarkstown, 6 febbraio 1991), è un calciatore statunitense, centrocampista svincolato.

## Palmarès

### Club

#### Competizioni nazionali
- MLS Supporters' Shield: 1

New England Revolution: 2021